# オスカル・クレメンテ
オスカル・クレメンテ・ムエス（Óscar Clemente Mues、1999年3月26日 - ）は、スペイン・カナリア諸島アデヘ出身のサッカー選手。レバンテUD所属。ポジションはミッドフィールダー。

## クラブ経歴
カナリア諸島のアデヘに生まれると、2013年9月にCAチェネからアトレティコ・マドリードのカンテラに加入した。2018-19シーズンにBチームデビューを果たすと、2020年1月18日、ラ・リーガのSDエイバル戦にてビトーロとの交代でトップチームデビューを飾った。
2020年8月19日、セグンダ・ディビシオンのUDラス・パルマスと3年契約を結んだ。
2023年6月27日、フリーの身となっていたクレメンテはレバンテUDへ移籍し、2年契約を交わした。